# Austin Currie
Joseph Austin Currie, irl. Aibhistín Ó Comhraí (ur. 11 października 1939 w Coalislandzie, zm. 9 listopada 2021) – irlandzki polityk, działacz Socjaldemokratycznej Partii Pracy i Fine Gael, parlamentarzysta Irlandii Północnej oraz Irlandii, kandydat w wyborach prezydenckich.

## Życiorys
Z zawodu nauczyciel, studiował historię i nauki polityczne na Queen’s University Belfast. Był działaczem Nationalist Party, z jej ramienia w 1964 uzyskał mandat posła do parlamentu Irlandii Północnej. Sprawował go do 1972, kiedy to parlament został zlikwidowany w okresie zwanym jako „The Troubles”. Zyskał rozpoznawalność, gdy w 1968 był jednym z liderów protestu okupacyjnego w Caledonie. Protestował wówczas przeciwko przydziałowi mieszkania komunalnego niezamężnej protestanckiej kobiecie przed grupą katolickich rodzin. Również w 1968 zorganizował marsz na rzecz praw człowieka z Coalislandu do Dungannonu. W 1970 należał do współzałożycieli Socjaldemokratycznej Partii Pracy. W 1973 wszedł w skład Northern Ireland Assembly, w 1974 dołączył do jego egzekutywy Northern Ireland Executive, gdzie odpowiadał za mieszkalnictwo, władze lokalne i planowanie (oba gremia zakończyły w tymże roku działalność). W 1975 wszedł w skład Northern Ireland Constitutional Convention, a w 1982 w skład kolejnego Northern Ireland Assembly, które zniesiono w 1986. Dwukrotnie bez powodzenia kandydował do Izby Gmin. W okresie konfliktu w Irlandii Północnej był zwolennikiem procesu pokojowego i unikania przemocy, przez co był krytykowany zarówno przez radykalnych republikanów, jak i unionistów. Wielokrotnie atakowano jego dom, w 1972 doszło do ciężkiego pobicia jego żony.
W 1988 uczestniczył w rozmowach pokojowych, jednak w 1989 przeniósł się do Irlandii. Z ramienia Fine Gael w tymże roku uzyskał mandat posła do Dáil Éireann. W 1990 był kandydatem FG w wyborach prezydenckich. W głosowaniu zajął trzecie (ostatnie) miejsce, otrzymując 17,0% głosów preferencyjnych. W 1992 i 1997 uzyskiwał poselską reelekcję, zasiadając w niższej izbie parlamentu do czasu swojej wyborczej porażki w 2002. Od 1994 do 1997 zajmował niższe stanowisko rządowe ministra stanu. Wycofał się później z bieżącej polityki, pozostając członkiem SDLP i FG. Zajął się też udzielaniem okazjonalnych wykładów na tematy związanie z „The Troubles”.
Był ojcem polityk Emer Currie.